# Herminia negligens
Herminia negligens là một loài bướm đêm trong họ Noctuidae.